# Smail Bojić
Smail-efendija Bojić (1889 Ključ, Bosna a Hercegovina – 13. dubna 1965 Puračić, okres Lukavac, Federativní lidová republika Jugoslávie) byl bosenskohercegovský islámský duchovní bosňáckého původu.

## Životopis
V rodném městě navštěvoval mekteb, islámskou nižší školu. Nižší medresu, vyšší islámskou školu, absolvoval v Banja Luce, kterou vedl Ibrahim-ef. Maglajlić. Dále se vzdělával v sarajevské medrese Kuršumlija a nakonec na Daru-l-mualliminu, islámské učitelské přípravce (absolvoval 1. 7. 1911). Po dokončení učitelského ústavu byl zaměstnán jako imám v Nové mešitě v Ključi. Na tomto postu setrval až do 2. května 1936, načež byl 22. listopadu 1936 vybrán za učitele náboženství, muallima, v reformovaném mektebu v Bosenském Brodu. Roku 1916 současně působil jako učitel náboženství v obecné škole v Ključi, nato od 1936 v Bosenském Brodu. Jako muallim byl penzionován roku 1947, nedlouho po nástupu komunistů k moci. Mezi lety 1936 a 1939 byl též imámem železničního pluku jugoslávské armády s domovem ve Slavonském Brodu.